# Ронал Варварина
„Ронал Варварина“ (на датски: Ronal Barbaren) е датски анимационен филм от 2011 г., на режисьорите Крестен Вестбйерг Андерсен и Торбьорн Христоферсен.
Премиерата на филма е на 29 септември 2011 г.

## Сюжет
Внимание:  Текстът по-долу разкрива сюжета на произведението (или части от него)!
Племе от варвари е пленено от жестокия лорд Волказар. Да ги освободи може само кльощавият Ронал.

## Актьорски състав
| Актьор                | Роля              |
| --------------------- | ----------------- |
| Андерс Юл             | Ронал             |
| Лаерке Унтер-Андерсен | Зандра            |
| Хади Ка-Куш           | Алиберт           |
| Бриан Лике            | Елрик             |
| Ларс Микелсен         | Волказар          |
| Петер Ауде            | Гундар            |
| Ларс Бом              | Горак             |
| Свен Оле Торсен       | Генерал           |
| Бригите Нилсен        | Амазонска кралица |

## В България
В България филмът е пуснат по кината на 30 декември 2011 г. от „Про Филмс“.
| Роля                    | Изпълнител          |
| ----------------------- | ------------------- |
| Ронал Варварина         | Христо Димитров     |
| Алиберт                 | Ненчо Балабанов     |
| Кур-А-Зул               | Ненчо Балабанов     |
| Зандра                  | Вилма Карталска     |
| Волказар                | Георги Иванов       |
| Елрик                   | Камен Асенов        |
| Учителят Флориан        | Георги Стоянов      |
| Горак                   | Атанас Сребрев      |
| Гъндар                  | Николай Пърлев      |
| Генералът               | Стоян Цветков       |
| Оракулът                | Петър Върбанов      |
| Кралицата на амазонките | Милица Гладнишка    |
| Разказвач               | Николай Петров      |
| Други гласове           | Антоанета Георгиева |
| Други гласове           | Светлана Смолева    |

| Обработка           | студио „Про Филмс“ |
| ------------------- | ------------------ |
| Продуцент           | Емил Симеонов      |
| Ръководител         | Николина Петрова   |
| Тонрежисьор         | Димитър Русев      |
| Режисьор на дублажа | Ненчо Балабанов    |